# Горан Маркович
 Тази статия е за сръбския режисьор.  За хърватския актьор вижте Горан Маркович (актьор).  
Го̀ран Ма̀ркович (на сръбски: Горан Марковић) е сръбски режисьор и писател.
Роден е на 24 август 1946 година в Белград в семейството на актьорите Раде Маркович и Оливера Маркович. Завършва Филмовия и телевизионен факултет на Академията за сценични изкуства в Прага. Режисира в театъра и киното и се налага като един от водещите сръбски режисьори на своето поколение. Автор е и на близо 50 документални филма. Сред най-известните му филми са „Вариола вера“ (Вариола вера, 1982), „Вече видяно“ (Већ виђено, 1987), „Сборен център“ (Сабирни центар, 1989), „Тито и аз“ (Тито и ја, 1992).

## Избрана филмография
- „Вариола вера“ (Вариола вера, 1982)
- „Вече видяно“ (Већ виђено, 1987)
- „Сборен център“ (Сабирни центар, 1989)
- „Тито и аз“ (Тито и ја, 1992)